# Freedom for Catalonia
«Freedom for Catalonia» és el lema d'una campanya civicopolítica impulsada per diverses entitats de la societat civil, encapçalades per la Crida a la Solidaritat i Òmnium Cultural, que es va dur a terme pels volts dels Jocs Olímpics de Barcelona 1992 per donar a conèixer les aspiracions nacionals de Catalunya al món. Des d'aleshores el lema s'ha popularitzat i s'utilitza freqüentment en molts actes esportius, culturals o polítics, com és el cas del Concert per la Llibertat, celebrat al Camp Nou de Barcelona el 29 de juny de 2013, on va prendre forma de mosaic gegant a les grades de l'estadi.

## Història
El lema es va mostrar públicament per primer cop el setembre de 1989 en l'acte d'inauguració de les reformes de l'Estadi Olímpic de Barcelona. Des d'aleshores i fins als Jocs Olímpics de 1992, es va poder visualitzar en diferents esdeveniments massius, com els partits dels Barcelona Dragons a l'Estadi Olímpic o del Futbol Club Barcelona al Camp Nou. El 18 d'abril de 1992, per exemple, en el transcurs de la semifinal de la Copa d'Europa de futbol entre el Barça i el Benfica, dos activistes de la Crida van saltar a la gespa del Camp Nou i van desplegar-hi la pancarta amb el lema.
L'impuls definitiu de la campanya va tenir lloc l'estiu de 1992, durant el recorregut de la flama olímpica per diversos indrets de Catalunya, on es van dur a terme accions per desplegar pancartes amb el lema «Freedom for Catalonia» en llocs significatius. Una de les accions que va tenir més repercussió va tenir lloc a les ruïnes d'Empúries, en l'acte de rebuda de la flama olímpica provinent de Grècia. En un moment de l'acte, mentre un saxofonista interpretava El cant dels ocells, un activista de la Crida va irrompre a l'escena i va desplegar la pancarta amb el lema de la campanya. La imatge va fer la volta al món a través de la retransmissió televisiva de l'esdeveniment.
El lema també va tenir presència durant els Jocs Olímpics en diversos espais on se celebraven proves, com el Palau Sant Jordi, l'estany de Banyoles, les piscines Picornell o el mateix estadi Olímpic. El 25 de juliol de 1992, durant l'acte d'inauguració dels Jocs, l'organització va avortar a l'últim moment una acció destinada a desplegar dues pancartes a la gespa per part d'actors que participaven en l'escenificació dirigida per la Fura dels Baus.

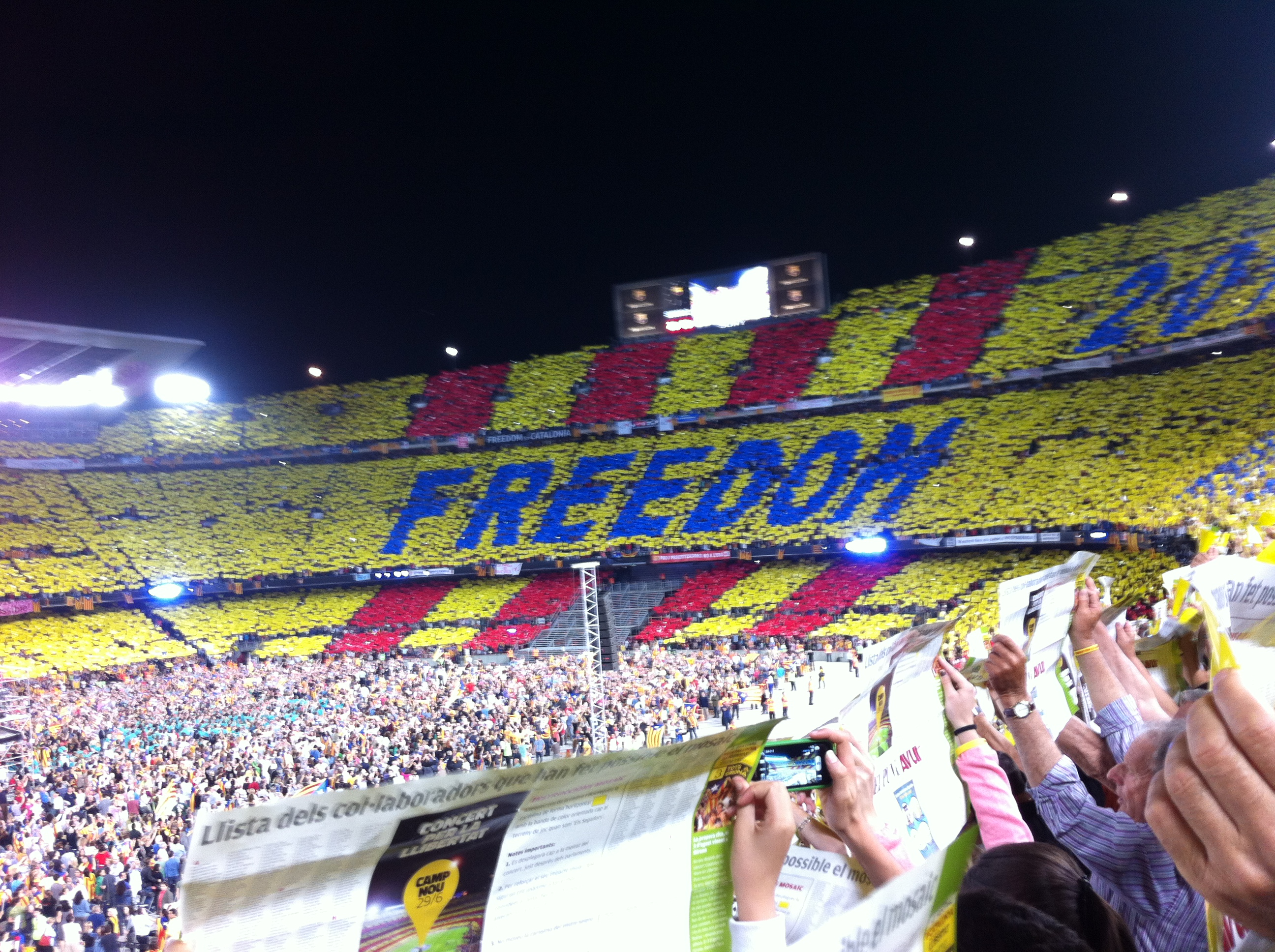
Mosaic del Concert per la Llibertat, el 2013

El juliol de 2012, coincidint amb els 20 anys dels Jocs Olímpics del 92, Òmnium va fer un acte de reconeixement a les persones que van participar en aquesta campanya i va cedir a l'Ajuntament de Barcelona la pancarta amb la voluntat que fos exposada al Museu Olímpic de la ciutat.
El 29 de juny de 2013, el públic assistent al Concert per la Llibertat va desplegar un gran mosaic a les grades del Camp Nou amb el lema «Freedom Catalonia 2014» sobre els colors de la bandera de Catalunya.